# Hymenophyllum farallonense
Hymenophyllum farallonense là một loài thực vật có mạch trong họ Hymenophyllaceae. Loài này được Hieron. miêu tả khoa học đầu tiên năm 1904.